# Инчикян, Ованес Григорьевич
Ованес Григорьевич Инчикян (Инджикян) (арм. Հովհաննես Գրիգորի Ինճիկյան, 25 сентября 1913, Ахалцих, Тифлисская губерния — 5 апреля 1990, Ереван) — армянский советский историк, востоковед, доктор исторических наук (1974), профессор (1984).

## Биография
Начальное образование получил в армянской школе в Ахалцихе. После окончания седьмого класса уехал в Тифлис (Грузия), в 1925—1926 годах учился в педагогическом училище, вернулся в родной город и работал учителем в армянских школах сел Ахалцихской области.
С 1934 по 1939 год учился в Московском институте истории, философии и литературы, после чего был назначен преподавателем в Военно-политическую академию имени В. И. Ленина в Москве.
В 1941 году призван на военную службу в Красную Армию, участник обороны Москвы в составе 50-й армии. В 1942 году назначен военным комиссаром 390-го стрелкового полка 89-й Таманской дивизии.
После демобилизации поселился в Армении, где занимал ряд ответственных должностей. В 1974 году защитил докторскую диссертацию на тему «Особенности становления и развития национальной буржуазии Османской империи». С 1952 по 1954 год был начальником отдела агитации и пропаганды ЦК КПСС, а с 1955 по 1958 год также преподавал в Ереванском государственном университете и в педагогическом институте имени Валерия Брюсова в Ереване.
С 1958 года работал в Институте востоковедения АН Армянской ССР, в 1971—1984 годах — заместитель директора.

## Память
Мемориальная доска в Ереване. Ул. Туманяна, 35.